# Parlamentswahl in Ghana 1992
Die Parlamentswahl in Ghana 1992 fand am 29. Dezember statt. Bereits am 3. November fanden die Präsidentschaftswahlen statt. Im Jahr 1992 wurde die Parlamentswahlen zum ersten Mal unter der vierten Verfassung Ghanas abgehalten nach einer mehr als 10-jährigen Periode einer Militärdiktatur unter Jerry Rawlings. Rawlings obsiegte nach seiner Militärherrschaft bei der Präsidentschaftswahl 1992 und führte das Land noch bis 2001. Seit der Verfassung von 1992 finden in Ghana wieder Wahlen in einem Vier-Jahres-Rhythmus statt.

## Ergebnis
| Listen                                                     | Listen                           | Stimmen   | %    | Mandate |
| ---------------------------------------------------------- | -------------------------------- | --------- | ---- | ------- |
|                                                            | National Democratic Congress     | 1.521.629 | 77,5 | 189     |
|                                                            | National Convention Party        | 377.673   | 19,2 | 8       |
|                                                            | Every Ghanaian Living Everywhere | 10.098    | 0,5  | 1       |
|                                                            | Unabhängige                      | 53.143    | 2,7  | 2       |
| Gesamt                                                     | Gesamt                           | 1.962.543 | 100  | 200     |
|                                                            |                                  |           |      |         |
| Wahlberechtigte                                            | Wahlberechtigte                  | 7.336.846 |      |         |
|                                                            |                                  |           |      |         |
| Quellen: Electoral Commission – African Elections Database |                                  |           |      |         |

Folgende Parteien boykottierten die Wahlen:
- New Patriotic Party (NPP)
- People’s National Convention (PNC)
- National Independence Party (NIP)
- People’s Heritage Party (PHP)